# 熊文成
熊又成（1368年—？），字性善，江西南昌府南昌縣人，軍籍，明朝政治人物。進士出身。

## 生平
府學生，江西鄉試第二十七名。建文二年（1400年）庚辰科會試第九十四名，殿試登進士三甲。

## 家族
曾祖熊道亨、祖父熊志海，父亲熊應方。